# 152.ª División (Ejército franquista)
La 152.ª División fue una División del Ejército franquista que combatió en la Guerra Civil Española, durante la cual jugó un papel relevante. La unidad, mandada por el general Ricardo Rada, tuvo una participación destacada en la Batalla del Ebro.

## Historial
La unidad fue creada en junio de 1937, en el protectorado español de Marruecos. Tuvo una composición eminentemente marroquí. En sus inicios fue organizada en África, si bien posteriormente se traslada a la península, quedando acantonadas sus fuerzas en Extremadura. La 152.ª División, considerada una unidad de choque, estableció su cuartel general en Cáceres y para el mes de agosto contaba con unos 9.008 efectivos. El mando recayó en el general de brigada Ricardo Rada.
En la primavera de 1938 defendió sus posiciones de la orilla derecha del Segre, si bien durante los combates de Balaguer fue trasladada al frente de Tremp-Sort e intervino en la defensa de la cabeza de puente de Tremp junto a la 150.ª División.
Adscrita al Cuerpo de Ejército de Aragón, la división sería enviada como refuerzo al frente del Ebro, para frenar la ofensiva republicana. Sería agregada al Cuerpo de Ejército Marroquí, tomando parte en los contraataques franquistas.
La unidad fue disuelta tras el final de la contienda.